# Mexiko i olympiska sommarspelen 1992
Mexiko deltog i de olympiska sommarspelen 1992 med en trupp bestående av 102 deltagare, och totalt blev det ett silver.

## Boxning
Flugvikt
- Narciso González
  - Första omgången — Förlorade mot Benjamin Mwangata (TAN), RSCH-3 (01:43)

Bantamvikt
- Javier Calderón
  - Första omgången — Besegrade Benjamin Ngaruiya (KEN), 16:4
  - Andra omgången — Förlorade mot Remigio Molina (ARG), 4:5

Lätt weltervikt
- Edgar Ruiz
  - Första omgången — Förlorade mot Leonard Doroftei (ROM), 4:24

Lätt tungvikt
- Manuel Verde
  - Första omgången — Förlorade mot Patrice Aouissi (FRA), RSCH-3 (01:46)

## Bågskytte
Damernas individuella
- Gonzala Breton — Rankningsrunda, 45:e plats (0-0)

Herrarnas individuella
- José Anchondo — Sextondelsfinal, 31:e plats (0-1)
- Ricardo Rojas — Rankningsrunda, 37:e plats (0-0)
- Omar Bustani — Rankningsrunda, 67:e plats (0-0)

Herrarnas lagtävling
- Anchondo, Rojas och Bustani — Rankningsrunda, 17:e plats (0-0)

## Fotboll
Herrar
Gruppspel
|                | Spelade | Vinster | Oavgjorda | Förluster | Gjorda mål | Insläppta mål | Poäng |
| -------------- | ------- | ------- | --------- | --------- | ---------- | ------------- | ----- |
| Ghana U23      | 3       | 1       | 2         | 0         | 4          | 2             | 4     |
| Australien U23 | 3       | 1       | 1         | 1         | 5          | 4             | 3     |
| Mexiko U23     | 3       | 0       | 3         | 0         | 3          | 3             | 3     |
| Danmark U23    | 3       | 0       | 2         | 1         | 1          | 4             | 2     |

## Friidrott
Herrarnas 5 000 meter
- Ignacio Fragoso — 14.16,14 (→ 42:a plats)

Herrarnas 10 000 meter
- Arturo Barrios
  - Heat — 28:28,26
  - Final — 28:17,79 (→ 5:a plats)

- Germán Silva
  - Heat — 28:13,72
  - Final — 28:20,19 (→ 6:a plats)

- Armando Quintanilla
  - Heat — 28:23,76
  - Final — 28:48,05(→ 16:a plats)

Herrarnas maraton
- Isidro Rico — 2:18,52 (→ 29:a plats)
- Dionicio Cerón — fullföljde inte (→ ingen notering)

Herrarnas 4 x 100 meter stafett
- Genaro Rojas, Eduardo Nava, Raymundo Escalante och Alejandro Cárdenas

Herrarnas 4 x 400 meter stafett
- Raymundo Escalante, Eduardo Nava, Luis Karin Toledo och  Juan Vallin Gutierrez
  - Heat — 3:05,75 (→ gick inte vidare)

Herrarnas 20 kilometer gång
- Daniel Garcia — 1:25:35 (→ 7:a plats)
- Joel Sánchez — 1:30:12 (→ 21:a plats)
- Ernesto Canto — 1:33:51 (→ 29:a plats)

Herrarnas 50 kilometer gång
- Carlos Mercenario — 3:52:09 (→  Silver)
- Miguel Rodríguez — 3:58:26 (→ 8:a plats)
- Germán Sánchez — DSQ (→ ingen placering)

Damernas 10 000 meter
- María Luisa Servín
  - Heat — 33:42,74 (→ gick inte vidare)

Damernas maraton
- Olga Appell — fullföljde inte (→ ingen placering)

Damernas 10 kilometer gång
- Maricela Chávez
  - Final — 48:39 (→ 28:a plats)

- Eva Machuca
  - Final — 50:02 (→ 30:a plats)

- Graciela Mendoza
  - Final — DSQ (→ ingen placering)

Damernas höjdhopp
- Cristina Fink
  - Kval — 1,83 m (→ gick inte vidare)

## Konstsim
Damernas solo
- Sonia Cárdeñas
- Elizabeth Cervantes
- Lourdes Olivera

Damernas duett
- Sonia Cárdeñas och Lourdes Olivera

## Modern femkamp
Herrarnas individuella tävling
- Iván Ortega
- Alejandro Yrizar
- Alberto Félix

Herrarnas lagtävling
- Iván Ortega, Alejandro Yrizar och Alberto Félix

## Segling
Damernas 470
- Margarita Pazos och Karla Gutiérrez
  - Slutlig placering — 126 poäng (→ 17:e plats)

## Simhopp
Herrarnas 3 m
- Jorge Mondragón
  - Kval — 384,45 poäng
  - Final — 604,14 poäng (→ 6:e plats)

- Fernando Platas
  - Kval — 355,47 poäng (→ gick inte vidare, 17:e plats)

Herrarnas 10 m
- Alberto Acosta
  - Kval — 398,55 poäng
  - Final — 482,28 poäng (→ 11:e plats)

- Jesús Mena
  - Kval — 370,47 (→ gick inte vidare, 15:e plats)

Damernas 3 m
- María Elena Romero
  - Kval — 269,34 (→ gick inte vidare, 16:e plats)

- Ana Ayala
  - Kval — 249,03 (→ gick inte vidare, 25:e plats)

Damernas 10 m
- María Alcalá
  - Final — 394,35 poäng (→ 6:e plats)

- Macarena Alexanderson
  - Kval — 286,59 poäng (→ 13:e plats)

## Tennis
Herrsingel
- Francisco Maciel
  - Första omgången — Förlorade mot Jakob Hlasek (Schweiz) 3-6, 4-6, 6-4, 2-6

- Leonardo Lavalle
  - Första omgången — Besegrade Jan Siemerink (Nederländerna) 6-4, 6-4, 6-2
  - Andra omgången — Besegrade Henri Leconte (Frankrike) 6-4, 3-6, 4-6, 6-3, 10-8
  - Tredje omgången — Besegrade Carl-Uwe Steeb (Tyskland) 6-4, 3-6, 6-3, 6-2
  - Kvartsfinal — Förlorade mot Jordi Arrese (Spanien) 1-6, 6-7, 1-6

Herrdubbel
- Leonardo Lavalle och Francisco Maciel
  - Första omgången — Förlorade mot Owen Casey och Eoin Collins (Irland) 6-7, 4-6, retired

Damsingel
- Lupita Novelo
  - Första omgången — Förlorade mot Steffi Graf (Tyskland) 1-6 1-6